# Biserica romano-catolică Sfinții Petru și Pavel din Sânpetru German
Biserica romano-catolică Sfinții Petru și Pavel din Sânpetru German este un monument istoric aflat pe teritoriul satului Sânpetru German, comuna Secusigiu. În Repertoriul Arheologic Național, monumentul apare cu codul 11986.02.